# Nil (Isakowicz)
Nil, imię świeckie Nikołaj Fiodorowicz Isakowicz (ur. 1799 w Mohylewie, zm. 9 czerwca?/21 czerwca 1874) – biskup Rosyjskiego Kościoła Prawosławnego.

## Życiorys
Ukończył seminarium duchowne w Mohylewie. W 1825 ukończył studia teologiczne w Moskiewskiej Akademii Duchownej. 22 sierpnia tego roku złożył wieczyste śluby mnisze, 27 sierpnia został wyświęcony na hierodiakona, zaś 29 sierpnia – na hieromnicha. 5 września 1829 został skierowany do seminarium duchownego w Czernihowie na stanowisko inspektora. Od 1830 był rektorem seminarium duchownego w Jarosławiu, z godnością archimandryty.
8 grudnia 1835 miała miejsce jego chirotonia na biskupa wiackiego i słobodzkiego. Po trzech latach został przeniesiony na katedrę irkucką i nerczyńską. W 1840 otrzymał godność arcybiskupią. W Irkucku założył pustelnię, nazwaną następnie Niłowską. Przeprowadził również uroczystość odkrycia relikwii kanonizowanego następnie Sofroniusza (Krystalewskiego). Prowadził misję w środowiskach staroobrzędowców oraz wśród rdzennych ludów Syberii (Czukcze, Jakuci, Buriaci, Koriacy), w tym celu nauczył się miejscowych dialektów i koordynował prace nad przekładami ksiąg liturgicznych na zrozumiałe dla nawracanych ludów języki. Organizował nowe parafie na terenie eparchii irkuckiej (obejmującej niemal całą Syberię), w ciągu piętnastu lat sprawowania urzędu biskupa irkuckiego doprowadził do wzniesienia 70 nowych cerkwi. Zredagował obszerną pracę poświęconą buddyzmowi, skierowaną do przyszłych misjonarzy prawosławnych.
Od 1853 do śmierci pełnił urząd arcybiskupa jarosławskiego i rostowskiego. Na kilka lat przed śmiercią wybrał dla siebie miejsce pochówku – specjalnie na ten cel wzniesioną cerkiew przy pałacu biskupim w Jarosławiu.
Biskup Nil jest bohaterem opowiadania Nikołaja Leskowa Na krańcu świata, poświęconego duchowieństwu prowadzącemu działalność misyjną wśród rdzennych ludów Syberii.